# Michal Brůna
Michal Brůna (* 28. Januar 1978 in Karviná, Tschechoslowakei) ist ein tschechischer Handballtrainer und ehemaliger Handballspieler, der auf der Spielposition Rückraum links eingesetzt wurde.

## Karriere
Der 1,90 Meter große Rückraumspieler spielte bis 2002 bei HC Baník Karviná, anschließend bis 2003 bei Toulouse Union HB, in der Saison 2003/2004 wieder in Karviná sowie bei Frýdek-Místek. Mit Baník Karviná war er dreimal tschechischer Meister. Seit dem 1. Juli 2004 hatte er einen Vertrag beim Stralsunder HV. Der Vertrag galt bis 2010. Da sich der Stralsunder HV aus finanziellen Gründen von Spielern trennen musste, um die Insolvenz abzuwehren, wechselte Brůna im Januar 2009 im Rahmen eines Leihgeschäfts zu den Füchsen Berlin. Hier spielte er bis zum Ende der Saison. Seit Oktober 2009 stand er beim HC Empor Rostock unter Vertrag. Im November 2011 wurde er beim HC Empor Rostock zusammen mit Jens Dethloff zum Interims-Trainer berufen. Im März 2012 gab Michal Brůna seinen Abschied vom HC Empor Rostock zum Saisonende 2011/2012 bekannt; er wechselte zur Saison 2012/2013 zum polnischen Verein Pogoń Handball Szczecin, der nach der Saison 2011/2012 in die PGNiG Superliga Mężczyzn, Polens erste Liga, aufgestiegen war. Im Juli 2013 wurde er Mannschaftskapitän. Im Mai 2017 beendete er seine Karriere, für seinen polnischen Klub hatte er bis dato 492 Treffer erzielt. Anschließend entschloss er sich jedoch, seine Karriere bei seinem ehemaligen Verein HCB Karviná fortzusetzen. In der gleichen Saison erkämpfte er mit der Mannschaft seinen vierten Titel als tschechischer Meister. Brůna beendete im Jahr 2020 seine Karriere.

## Nationalmannschaft
Brůna gehörte zum Aufgebot der tschechischen Nationalmannschaft bei der Europameisterschaft 2004 (Platz 11), der Weltmeisterschaft 2005 (Platz 10), der Weltmeisterschaft 2007 (Platz 12) und der Europameisterschaft 2008 (Platz 14). Er spielte von 2001 bis 2009 insgesamt 45 Mal in der tschechischen Nationalmannschaft und warf dabei 112 Tore.

## Trainer
Er übernahm im Jahr 2020 das Traineramt und den Posten als Vereinspräsident bei HC Baník Karviná. Unter seiner Leitung gewann Baník Karviná 2022 die tschechische Meisterschaft.
Nach der Weltmeisterschaft 2025 wird er mit Daniel Kubeš das Training der tschechischen Auswahl übernehmen.

## Leben
Michal Brůna stammt aus einer Handballer-Familie. Sein Vater, Schwiegervater und sein Onkel waren erfolgreiche Handballer. Brůna ist verheiratet und hat zwei Töchter.

## Belege
1. 1 2  www.handball.cz, abgerufen am 17. Januar 2025
2. ↑  Ostsee-Zeitung, 31. Januar 2009
3. ↑  www.sport1.de (Memento vom 24. Januar 2012 im Internet Archive)
4. ↑  www.fuechse.berlin.de
5. ↑  „HC Empor Rostock verpflichtet Michal Bruna“, www.handball-world.com am 4. Oktober 2009, abgerufen am 4. Oktober 2009
6. ↑  Ostsee-Zeitung, 19. November 2011
7. ↑  www.handball-world.com, 14. März 2012
8. ↑  www.sportowefakty.pl, 25. Juli 2013
9. ↑  handball-world.news, Ex-Bundesligaspieler Bruna beendet Karriere, 21. Mai 2017, abgerufen am 8. Februar 2021
10. ↑  hcb-karvina.cz, Michal Brůna se vrací do Karviné!, 12. Juli 2017, abgerufen am 20. Februar 2022
11. ↑  bundesligainfo.de, Titelträger Tschechische Republik (Männer), abgerufen am 20. Februar 2022
12. ↑  sport.cz, Házenkáři Karviné mají nového šéfa. Muchu nahradí Brůna, 12. Mai 2020, abgerufen am 20. Februar 2022
13. ↑  www.handball-world.news, Jetzt schon klar: Tschechien mit Trainerwechsel nach der WM, 13. Januar 2025, abgerufen am 17. Januar 2025

| Personendaten    | Personendaten                              |
| ---------------- | ------------------------------------------ |
| NAME             | Brůna, Michal                              |
| KURZBESCHREIBUNG | tschechischer Handballspieler und -trainer |
| GEBURTSDATUM     | 28. Januar 1978                            |
| GEBURTSORT       | Karviná                                    |